# 샘 록웰
샘 록웰(Sam Rockwell, 1968년 11월 5일 ~ )은 미국의 배우이다. 《론 독스》, 《컨페션》, 《매치스틱 맨》, 《은하수를 여행하는 히치하이커를 위한 안내서》, 《더 문》, 《G-포스: 기니피그 특공대》, 《세븐 싸이코패스》 (2012)의 주인공 역으로 잘 알려져 있다. 2017년 영화 《쓰리 빌보드》로 아카데미 남우조연상, 골든 글로브상 드라마 영화 부문 남우조연상, 영국 아카데미상 남우조연상을 수상했다.

## 출연 작품
- 미녀 삼총사
- 그린 마일
- 은하수를 여행하는 히치하이커를 위한 안내서
- 매치스틱 맨
- 에브리바디스 파인 - 로버트 구드 역
- 더 문
- 질식: 어느 섹스 중독자의 초상
- 아이언 맨 2
- 컨페션
- 한 여름 밤의 꿈
- 쓰리 빌보드 - 딕슨 역
- 우먼 워크 어헤드
- 액시스
- 바이스 - 조지 W. 부시 역
- 블루 이구아나
- 블레이즈
- 조조 래빗 - 클렌젠도프 역
- 리차드 쥬얼 - 왓슨 브라이언트 역
- 더 베스트 오브 에너미즈
- 트롤: 월드 투어 - 히코리 역 (목소리)
- 오직 하나뿐인 아이반
- 배드 가이즈 - 울프 역 (목소리)
- 씨 하우 데이 런
- 아가일 - 에이든 역
- 이프: 상상의 친구 - SDog 역 (목소리)